# Vòng loại Cúp bóng đá trong nhà châu Á 2022
Vòng loại Cúp bóng đá trong nhà châu Á 2022 là quá trình vòng loại được tổ chức bởi Liên đoàn bóng đá châu Á (AFC) để xác định các đội tuyển tham gia cho Cúp bóng đá trong nhà châu Á 2022, lần thứ 17 của giải vô địch bóng đá trong nhà nam quốc tế châu Á.
Tổng cộng 15 đội tuyển giành quyền tham dự vòng chung kết, bao gồm cả Kuwait giành quyền tham dự với tư cách chủ nhà.
Quá trình vòng loại sẽ được chia thành 4 khu vực, trong đó khu vực Đông Nam Á đồng thời là Giải vô địch bóng đá trong nhà Đông Nam Á 2022, cùng khu vực Đông Á sẽ được diễn ra ở Thái Lan; khu vực Tây Á được diễn ra ở UAE, và khu vực Nam Á được sáp nhập vào khu vực Trung Á do Nepal và Maldives là 2 đội tuyển duy nhất từ khu vực Nam Á tham dự - được diễn ra ở Kyrgyzstan.

## Quá trình vòng loại
Trong số 47 hiệp hội thành viên AFC, tổng cộng có 31 đội tuyển tham gia giải đấu. 16 suất vé trong giải đấu chung kết được phân bổ như sau:
- Chủ nhà: 1 suất vé
- Khu vực Đông Nam Á: 3 suất vé
- Khu vực Nam Á và Trung Á: 4 suất vé (hai khu vực đã được sáp nhập vì Nepal và Maldives là 2 đội tuyển duy nhất từ khu vực Nam Á)
- Khu vực Đông Á: 3 suất vé
- Khu vực Tây Á: 5 suất vé

### Bốc thăm chia bảng
- Ở khu vực Tây Á, 7 đội được chia vào 2 bảng - 1 bảng 4 đội và 1 bảng 3 đội.

| Nhóm 1       | Nhóm 2                | Nhóm 3 | Nhóm 4           |
| ------------ | --------------------- | ------ | ---------------- |
| Iraq · Liban | Bahrain · Ả Rập Xê Út | UAE    | Oman · Palestine |

- Ở khu vực Trung Á và Nam Á, 8 đội được chia vào 2 bảng, mỗi bảng 4 đội.

| Nhóm 1            | Nhóm 2                  | Nhóm 3                     | Nhóm 4           |
| ----------------- | ----------------------- | -------------------------- | ---------------- |
| Iran · Uzbekistan | Kyrgyzstan · Tajikistan | Turkmenistan · Afghanistan | Nepal · Maldives |

- Ở khu vực Đông Á, 6 đội được chia vào 2 bảng, mỗi bảng 3 đội. Sau đó, sau khi Trung Quốc rút lui, thay vào đó, vòng loại được diễn ra thành cùng bảng.[3]

| Nhóm 1                       | Nhóm 2                | Nhóm 3              |
| ---------------------------- | --------------------- | ------------------- |
| Nhật Bản · Đài Bắc Trung Hoa | Trung Quốc · Hàn Quốc | Hồng Kông · Mông Cổ |

- 3 suất của khu vực Đông Nam Á được quyết định thông qua Giải vô địch bóng đá trong nhà Đông Nam Á 2022, và Liên đoàn bóng đá Đông Nam Á đã bốc thăm riêng vào ngày 21 tháng 2 năm 2022.

| Nhóm 1              | Nhóm 2             | Nhóm 3                 | Nhóm 4         | Nhóm 5 |
| ------------------- | ------------------ | ---------------------- | -------------- | ------ |
| Thái Lan · Việt Nam | Malaysia · Myanmar | Indonesia · Đông Timor | Úc · Campuchia | Brunei |

## Thể thức
- Vòng loại sẽ diễn ra từ ngày 1 tháng 4 đến 20 tháng 5 tại các địa điểm tập trung.
- Ở khu vực Tây Á, các trận đấu sẽ được tổ chức tại Các Tiểu vương quốc Ả Rập Thống nhất. 2 đội nhất nhì mỗi bảng cùng đội thắng trận play-off giữa hai đội xếp thứ ba của các bảng sẽ giành quyền tham dự vòng chung kết.
- Ở khu vực Trung và Nam Á, các trận đấu sẽ được tổ chức tại Kyrgyzstan. 2 đội nhất nhì mỗi bảng sẽ giành quyền tham dự vòng chung kết.
- Ở khu vực Đông Á, các trận đấu sẽ được tổ chức tại Malaysia.  Ba đội đầu bảng sẽ giành quyền tham dự vòng chung kết.
- Ở khu vực Đông Nam Á - đồng thời là Giải vô địch bóng đá trong nhà Đông Nam Á 2022, 9 đội được chia thành 2 bảng - 1 bảng 4 đội và 1 bảng 5 đội. 2 đội nhất nhì mỗi bảng sẽ giành quyền tham dự vòng bán kết. 3 đội đứng đầu giải sẽ giành quyền dự vòng chung kết Cúp bóng đá trong nhà châu Á 2022. Các trận đấu của Giải vô địch bóng đá trong nhà Đông Nam Á 2022 sẽ được tổ chức tại Thái Lan từ ngày 2 đến 10 tháng 4 năm 2022.

## Khu vực Tây Á
(7 đội tranh 5 suất)
- Tất cả các trận đấu được tổ chức tại Các Tiểu vương quốc Ả Rập Thống nhất
- Thời gian được liệt kê là UTC+4.

| Ngày đấu   | Ngày            | Trận đấu     | Trận đấu |
| Ngày đấu   | Ngày            | Bảng A       | Bảng B   |
| ---------- | --------------- | ------------ | -------- |
| Ngày đấu 1 | 5 tháng 4, 2022 | 1 v 4, 2 v 3 | 3 v 1    |
| Ngày đấu 2 | 6 tháng 4, 2022 | 4 v 2, 3 v 1 | 2 v 3    |
| Ngày đấu 3 | 7 tháng 4, 2022 | 1 v 2, 3 v 4 | 1 v 2    |
| Ngày đấu 4 | 9 tháng 4, 2022 | Play-off     | Play-off |

### Bảng A
| VT | Đội         | ST | T | H | B | BT | BB | HS | Đ | Giành quyền tham dự               |
| -- | ----------- | -- | - | - | - | -- | -- | -- | - | --------------------------------- |
| 1  | Liban       | 3  | 2 | 1 | 0 | 11 | 7  | +4 | 7 | Cúp bóng đá trong nhà châu Á 2022 |
| 2  | Ả Rập Xê Út | 3  | 1 | 2 | 0 | 10 | 9  | +1 | 5 | Cúp bóng đá trong nhà châu Á 2022 |
| 3  | Oman        | 3  | 0 | 2 | 1 | 4  | 5  | −1 | 2 | Play-off                          |
| 4  | Palestine   | 3  | 0 | 1 | 2 | 8  | 12 | −4 | 1 |                                   |

| Liban                              | 2–1      | Oman            |
| ---------------------------------- | -------- | --------------- |
| - Al-Lawati 16' (l.n.) - Rhyem 25' | Chi tiết | - Al-Shamsi 30' |

| Ả Rập Xê Út                                                     | 5–4      | Palestine                                        |
| --------------------------------------------------------------- | -------- | ------------------------------------------------ |
| - Rudayni 4', 34' - Al-Zahrani 17', 28' - Al-Otaibi 20' (ph.đ.) | Chi tiết | - Shawahna 22' - Salloum 25', 38' - Mohammed 26' |

| Oman                            | 2–2      | Ả Rập Xê Út                  |
| ------------------------------- | -------- | ---------------------------- |
| - Al-Lawati 1' - Al-Maawali 25' | Chi tiết | - Rudayni 2' - Al-Harthi 14' |

| Palestine                                 | 3–6      | Liban                                                        |
| ----------------------------------------- | -------- | ------------------------------------------------------------ |
| - Shawahna 14' - Salloum 27' - Fahjan 37' | Chi tiết | - Kawsan 6' - Rhyem 11', 34' Zeitoun 24', 29' - Kobeissy 33' |

| Liban                                   | 3–3      | Ả Rập Xê Út                                |
| --------------------------------------- | -------- | ------------------------------------------ |
| - Rhyem 19', 40' - Al-Harthi 40' (l.n.) | Chi tiết | - Al-Maleh 5' - Al-Mulla 18' - Mubarak 21' |

| Palestine     | 1–1      | Oman            |
| ------------- | -------- | --------------- |
| - Salloum 20' | Chi tiết | - Al-Shamsi 30' |

### Bảng B
| VT | Đội     | ST | T | H | B | BT | BB | HS | Đ | Giành quyền tham dự               |
| -- | ------- | -- | - | - | - | -- | -- | -- | - | --------------------------------- |
| 1  | Iraq    | 2  | 1 | 1 | 0 | 3  | 1  | +2 | 4 | Cúp bóng đá trong nhà châu Á 2022 |
| 2  | Bahrain | 2  | 1 | 1 | 0 | 2  | 1  | +1 | 4 | Cúp bóng đá trong nhà châu Á 2022 |
| 3  | UAE     | 2  | 0 | 0 | 2 | 0  | 3  | −3 | 0 | Play-off                          |

| UAE | 0–2      | Iraq                     |
| --- | -------- | ------------------------ |
|     | Chi tiết | - Hameed 5' - Faisal 28' |

| Bahrain        | 1–0      | UAE |
| -------------- | -------- | --- |
| - Muhammad 37' | Chi tiết |     |

| Iraq       | 1–1      | Bahrain        |
| ---------- | -------- | -------------- |
| - Haqi 29' | Chi tiết | - Abdulnabi 8' |

### Play-off
Đội thắng sẽ giành quyền tham dự Cúp bóng đá trong nhà châu Á 2022.
| Oman                                                             | 5–3      | UAE                                          |
| ---------------------------------------------------------------- | -------- | -------------------------------------------- |
| - Al-Shamsi 4', 24' - S. Al-Balushi 30' - Z. Al-Balushi 34', 39' | Chi tiết | - Al-Falasi 18' - Obaid 26' - Al-Hammadi 27' |

Oman giành chiến thắng trước UAE và giành vé dự VCK AFC Futsal Asian Cup 2022

## Khu vực Trung Á và Nam Á
(8 đội tranh 4 suất)
- Tất cả các trận đấu được tổ chức tại Kyrgyzstan.
- Thời gian được liệt kê là UTC+6.

| Ngày đấu   | Ngày             | Trận         |
| ---------- | ---------------- | ------------ |
| Ngày đấu 1 | 10 tháng 4, 2022 | 1 v 4, 2 v 3 |
| Ngày đấu 2 | 11 tháng 4, 2022 | 4 v 2, 3 v 1 |
| Ngày đấu 3 | 12 tháng 4, 2022 | 1 v 2, 3 v 4 |

### Bảng A
| VT | Đội            | ST | T | H | B | BT | BB | HS  | Đ | Giành quyền tham dự               |
| -- | -------------- | -- | - | - | - | -- | -- | --- | - | --------------------------------- |
| 1  | Iran           | 3  | 3 | 0 | 0 | 28 | 1  | +27 | 9 | Cúp bóng đá trong nhà châu Á 2022 |
| 2  | Turkmenistan   | 3  | 2 | 0 | 1 | 10 | 4  | +6  | 6 | Cúp bóng đá trong nhà châu Á 2022 |
| 3  | Kyrgyzstan (H) | 3  | 1 | 0 | 2 | 9  | 12 | −3  | 3 |                                   |
| 4  | Maldives       | 3  | 0 | 0 | 3 | 1  | 31 | −30 | 0 |                                   |

| Iran | 17–0     | Maldives |
| --- | -------- | -------- |
| - Aghapour 5', 15' - Derakhshani 6' - Tayyebi 11', 25', 26' - Karimi 20' - Ahmadabbasi 20', 20', 23', 33', 33' - Hosseinabadi 34', 35' - Shavardazi 37', 37' - Rafieipour 38' | Chi tiết |          |

| Kyrgyzstan          | 1–3      | Turkmenistan                                  |
| ------------------- | -------- | --------------------------------------------- |
| - Makhmadaminov 31' | Chi tiết | - Kurbanow 27' - Garajayew 28' - Baýramow 40' |

| Turkmenistan | 0–3      | Iran                                          |
| ------------ | -------- | --------------------------------------------- |
|              | Chi tiết | - Tayyebi 9' - Ahmadabbasi 20' - Aghapour 30' |

| Maldives | 1–7      | Kyrgyzstan |
| -------- | -------- | ---------- |
|          | Chi tiết |            |

| Turkmenistan | 7–0 | Maldives |
| ------------ | --- | -------- |
|              |     |          |

| Iran | 8–1 | Kyrgyzstan |
| ---- | --- | ---------- |
|      |     |            |

### Bảng B
| VT | Đội         | ST | T | H | B | BT | BB | HS  | Đ | Giành quyền tham dự               |
| -- | ----------- | -- | - | - | - | -- | -- | --- | - | --------------------------------- |
| 1  | Uzbekistan  | 3  | 3 | 0 | 0 | 15 | 4  | +11 | 9 | Cúp bóng đá trong nhà châu Á 2022 |
| 2  | Tajikistan  | 3  | 1 | 1 | 1 | 17 | 10 | +7  | 4 | Cúp bóng đá trong nhà châu Á 2022 |
| 3  | Afghanistan | 3  | 1 | 1 | 1 | 13 | 10 | +3  | 4 |                                   |
| 4  | Nepal       | 3  | 0 | 0 | 3 | 3  | 24 | −21 | 0 |                                   |

| Uzbekistan | 5–1      | Nepal |
| ---------- | -------- | ----- |
|            | Chi tiết |       |

| Tajikistan                                    | 4–4      | Afghanistan                                                   |
| --------------------------------------------- | -------- | ------------------------------------------------------------- |
| - Sharipov 1' - Sardorov 24' - Yorov 38', 40' | Chi tiết | - Mahmoodi 25' - Sadeqi 26' - Yorov 28' (l.n.) - Hossaini 34' |

| Nepal | 1–11     | Tajikistan |
| ----- | -------- | ---------- |
|       | Chi tiết |            |

| Afghanistan | 1–5      | Uzbekistan |
| ----------- | -------- | ---------- |
|             | Chi tiết |            |

| Uzbekistan | 5–2      | Tajikistan |
| ---------- | -------- | ---------- |
|            | Chi tiết |            |

| Afghanistan | 8–1      | Nepal |
| ----------- | -------- | ----- |
|             | Chi tiết |       |

## Khu vực Đông Á
(5 đội tranh 3 suất)
Ba đội đứng đầu đủ điều kiện tham dự Cúp bóng đá trong nhà châu Á 2022. Trung Quốc đã rút khỏi giải đấu vào ngày 20 tháng 4 năm 2022 do sự gia tăng số ca COVID-19 trong nước sau vụ bùng phát COVID-19 ở Thượng Hải năm 2022. Trước khi họ rút lui, vòng loại sẽ được tổ chức giữa 6 đội được bốc thăm thành hai nhóm ba đội, với đội thắng trong bảng và đội chiến thắng trận play-off giữa các đội nhì bảng để đủ điều kiện cho trận chung kết giải đấu.
- Tất cả các trận đấu được tổ chức tại Malaysia.
- Thời gian được liệt kê là UTC+8.

| VT | Đội               | ST | T | H | B | BT | BB | HS  | Đ  | Giành quyền tham dự               |
| -- | ----------------- | -- | - | - | - | -- | -- | --- | -- | --------------------------------- |
| 1  | Nhật Bản          | 4  | 4 | 0 | 0 | 42 | 3  | +39 | 12 | Cúp bóng đá trong nhà châu Á 2022 |
| 2  | Hàn Quốc          | 4  | 2 | 1 | 1 | 11 | 12 | −1  | 7  | Cúp bóng đá trong nhà châu Á 2022 |
| 3  | Đài Bắc Trung Hoa | 4  | 2 | 0 | 2 | 13 | 14 | −1  | 6  | Cúp bóng đá trong nhà châu Á 2022 |
| 4  | Hồng Kông         | 4  | 0 | 2 | 2 | 6  | 17 | −11 | 2  |                                   |
| 5  | Mông Cổ           | 4  | 0 | 1 | 3 | 2  | 28 | −26 | 1  |                                   |

| Hàn Quốc                                                                | 4−2      | Đài Bắc Trung Hoa                     |
| ----------------------------------------------------------------------- | -------- | ------------------------------------- |
| - Shin Jong-hoon 8' - Kim Min-kuk 15' - Hwang Un 18' - Seo Jung-woo 40' | Chi tiết | - Lin Chih-hung 2' - He Chia-chen 25' |

| Mông Cổ     | 1−1      | Hồng Kông       |
| ----------- | -------- | --------------- |
| Temüülen 7' | Chi tiết | Chow Ka Lok 34' |

| Hồng Kông                        | 2−11     | Nhật Bản |
| -------------------------------- | -------- | --- |
| - Lee Ho Wo 1' - Chow Ka Lok 37' | Chi tiết | - Crepaldi 2', 28', 30' - Kanazawa 3' - Uchida 6' - Uemura 12', 24' - Yoshikawa 20' - Oliveira 28' - Tsutsumi 31' - Mori 40' |

| Mông Cổ | 0−6      | Hàn Quốc                                                                                                 |
| ------- | -------- | --- |
|         | Chi tiết | - Hwang Un 2' - Kang Ju-kwang 4' - Shin Jong-hoon 7' - Eom Tae-yeon 23' - Ahn Kwang-su 32' - Lee Ahn 36' |

| Nhật Bản | 15−0     | Mông Cổ |
| --- | -------- | ------- |
| - Yoshikawa 4' - Kato 6' - Motoishi 8', 33', 35' - Kanazawa 11' - Oliveira 12' - Mori 14', 26' - Harada 24', 40' - Battogtokh 24' (l.n.) - Crepaldi 30' - Uemura 35' - Tumurbaatar 35' (l.n.) | Chi tiết |         |

| Đài Bắc Trung Hoa                                             | 4−2      | Hồng Kông            |
| ------------------------------------------------------------- | -------- | -------------------- |
| - Liu Ju-ming 5', 26' - Lin Chih-hung 11' - Huang Wei-lun 19' | Chi tiết | - Chow Ka Wa 5', 18' |

| Đài Bắc Trung Hoa                                                                                       | 6−1      | Mông Cổ           |
| --- | -------- | ----------------- |
| - Chen Ching-hsuan 16' - Lin Chih-hung 18' - Liu Ju-ming 18' - Chi Sheng-fa 20', 27' - Chu Chia-wei 36' | Chi tiết | - Tumurbaatar 11' |

| Hàn Quốc | 0−9      | Nhật Bản |
| -------- | -------- | --- |
|          | Chi tiết | - Lee Jin-hyuk 5' (l.n.) - Uemura 7' - Oliveira 8' - Kanazawa 12', 21' - Kuromoto 19' - Hirata 32' - Uchida 39' - Kato 40' |

| Hồng Kông                 | 1−1      | Hàn Quốc            |
| ------------------------- | -------- | ------------------- |
| - Lee Jin-hyuk 36' (l.n.) | Chi tiết | - Kim Yun-young 31' |

| Nhật Bản                                                                              | 7−1      | Đài Bắc Trung Hoa |
| ------------------------------------------------------------------------------------- | -------- | ----------------- |
| - Uchida 6', 16', 22' - Crepaldi 24' - Oliveira 29' (ph.đ.) - Hirata 33' - Takami 37' | Chi tiết | - Chi Sheng-fa 2' |

## Khu vực Đông Nam Á
(9 đội tranh 3 suất)
3 suất của khu vực Đông Nam Á sẽ được quyết định thông qua Giải vô địch bóng đá trong nhà Đông Nam Á 2022.

### Vòng bảng

#### Bảng A
| VT | Đội          | ST | T | H | B | BT | BB | HS  | Đ  | Giành quyền tham dự |
| -- | ------------ | -- | - | - | - | -- | -- | --- | -- | ------------------- |
| 1  | Thái Lan (H) | 4  | 3 | 1 | 0 | 35 | 4  | +31 | 10 | Bán kết             |
| 2  | Indonesia    | 4  | 3 | 1 | 0 | 30 | 5  | +25 | 10 | Bán kết             |
| 3  | Malaysia     | 4  | 2 | 0 | 2 | 20 | 15 | +5  | 6  |                     |
| 4  | Campuchia    | 4  | 0 | 1 | 3 | 10 | 36 | −26 | 1  |                     |
| 5  | Brunei       | 4  | 0 | 1 | 3 | 2  | 37 | −35 | 1  |                     |

#### Bảng B
| VT | Đội        | ST | T | H | B | BT | BB | HS  | Đ | Giành quyền tham dự |
| -- | ---------- | -- | - | - | - | -- | -- | --- | - | ------------------- |
| 1  | Myanmar    | 3  | 2 | 1 | 0 | 17 | 5  | +12 | 7 | Bán kết             |
| 2  | Việt Nam   | 3  | 2 | 1 | 0 | 13 | 3  | +10 | 7 | Bán kết             |
| 3  | Úc         | 3  | 1 | 0 | 2 | 9  | 15 | −6  | 3 |                     |
| 4  | Đông Timor | 3  | 0 | 0 | 3 | 8  | 24 | −16 | 0 |                     |

### Vòng đấu loại trực tiếp
|  | Bán kết               | Bán kết  |                       |      | Chung kết | Chung kết |
|  |                       |          |                       |      |           |           |
|  | 8 tháng 4 – Băng Cốc  |          |                       |      |           |           |
|  |                       |          |                       |      |           |           |
|  | Myanmar               | 1        |                       |      |           |           |
|  | Myanmar               | 1        | 10 tháng 4 – Băng Cốc |      |           |           |
|  | Indonesia             | 6        |                       |      |           |           |
|  | Indonesia             | 6        | Indonesia             | 2(3) |           |           |
|  | 8 tháng 4 – Băng Cốc  |          | Indonesia             | 2(3) |           |           |
|  |                       | Thái Lan | 2(5)                  |      |           |           |
|  | Thái Lan              | Thái Lan | 2(5)                  | 3    |           |           |
|  | Thái Lan              |          |                       | 3    |           |           |
|  | Việt Nam              | 1        |                       |      |           |           |
|  | Việt Nam              | 1        | Tranh hạng ba         |      |           |           |
|  |                       |          |                       |      |           |           |
|  | 10 tháng 4 – Băng Cốc |          |                       |      |           |           |
|  |                       |          |                       |      |           |           |
|  | Myanmar               | 1(1)     |                       |      |           |           |
|  | Myanmar               | 1(1)     |                       |      |           |           |
|  | Việt Nam              | 1(4)     |                       |      |           |           |

## Cầu thủ ghi bàn hàng đầu
Đã có 337 bàn thắng ghi được trong 52 trận đấu, trung bình 6.48 bàn thắng mỗi trận đấu.
11 bàn thắng
- Muhammad Osamanmusa

9 bàn thắng
- Ardiansyah

8 bàn thắng
- Holypaul Soumilena

6 bàn thắng
- Syauqi Saud
- Kritsada Wongkaeo

5 bàn thắng
- Saeid Ahmadabbasi
- Mustafa Rhyem
- Hlaing Min Tun
- Nguyễn Thịnh Phát

4 bàn thắng
- Ardiansyah Nur
- Muatasim Al-Shamsi
- Adnan Salloum
- Peerapat Kaewwilai

3 bàn thắng
- Orkchan Sereyvong
- Hossein Tayyebi
- Abu Haniffa
- Farhan Khairul
- Myo Thet Aung
- Thyne Phwet Aung
- Fahad Rudayni
- Krit Aransanyalak
- Ronnachai Jungwongsuk
- Panat Kittipanuwong
- Nguyễn Văn Hiếu

2 bàn thắng
- Shervin Adeli
- Daniel Fornito
- Scott Rogan
- Chanmony Tong
- Firman Ardiansyah
- Dewa Rizki
- Salar Aghapour
- Hamzeh Hosseinabadi
- Masoud Shavardazi
- Hassan Zeitoun
- Khairul Effendy
- Joshua Lee
- Saiful Nizam
- Ekmal Shahrin
- Sufri Shamil
- Myo Myint Soe
- Nyein Min Soe
- Zamel Al-Balushi
- Rashid Shawahna
- Mansour Al-Zahrani
- Idris Yorov
- Apiwat Chaemcharoen
- Sarawut Phalaphruek
- Miguel Fernandes
- Joaquim Mesquita
- Nguyễn Minh Trí
- Trần Thái Huy

1 bàn thắng
- Hamid Reza Hossaini
- Farzad Mahmoodi
- Abdul Ghafar Sadeqi
- Jordan Guerreiro
- Anthony Haddad
- Nicholas Rathjen
- Ahmed Abdulnabi
- Salman Muhammad
- Zairul Hazmin
- Diamant Prum
- Ros Sichamroeun
- Ros Sirotha
- Sothydaroth Lun
- Rio Pangestu
- Iqbal Rahmattulah
- Sunny Rizky
- Guntur Sulistyo
- Marvin Wossiry
- Mohammad Derakhshani
- Mahdi Karimi
- Alireza Rafieipour
- Salim Faisal
- Rafid Hameed
- Ali Haqi
- Shokhrukh Makhmadaminov
- Kassem Kawsan
- Mohamad Kobeissy
- Ridzwan Bakri
- Aidil Shahril
- Hein Min Soe
- Khin Zaw Lin
- Wai Zin Oo
- Samer Al-Balushi
- Mohammed Al-Lawati
- Khalfan Al-Maawali
- Imad Fahjan
- Ahmed Mohammed
- Nasser Al-Harthi
- Fares Al-Maleh
- Abdulrahman Al-Mulla
- Abdulilah Al-Otaibi
- Aroan Mubarak
- Fayzali Sardorov
- Muhamadjon Sharipov
- Supakorn Bovonratcadakul
- Atsadawut Jangkot
- Tanapol Maneepetch
- Cesario Barreto
- Venceslau Guterres
- Bendito Ximenes
- Meretgeldi Baýramow
- Daýanç Garajayew
- Allamyrat Kurbanow
- Abdulla Al-Falasi
- Khalid Al-Hammadi
- Rashid Obaid
- Châu Đoàn Phát
- Lê Quốc Nam
- Nhan Gia Hưng

1 bàn phản lưới nhà
- Dylan Niski (trong trận gặp Myanmar)
- Ahmed Sweedan (trong trận gặp Đông Timor)
- Aiman Haji (trong trận gặp Thái Lan)
- Abdul Khaaliq (trong trận gặp Thái Lan)
- Juma Metali (trong trận gặp Malaysia)
- Diamant Prum (trong trận gặp Indonesia)
- Duk Sophath (trong trận gặp Brunei)
- Lak Phirun (trong trận gặp Thái Lan)
- Ros Sichamroeun (trong trận gặp Malaysia)
- Mohammed Al-Lawati (trong trận gặp Liban)
- Nasser Al-Harthi (trong trận gặp Liban)
- Idris Yorov (trong trận gặp Afghanistan)

2 bàn phản lưới nhà
- Khalil Saab (trong trận gặp Indonesia, Cambodia)

## Các đội vượt qua vòng loại
16 đội tuyển sau giành quyền tham dự giải đấu:
| Đội bóng          | Tư cách vượt qua vòng loại                             | Số lần tham dự | Ngày vượt qua       |
| ----------------- | ------------------------------------------------------ | -------------- | ------------------- |
| Kuwait            | Chủ nhà                                                | 11 lần         | 25 tháng 1 năm 2021 |
| Liban             | Nhất bảng A khu vực Tây Á                              | 11 lần         | 6 tháng 4 năm 2022  |
| Iraq              | Nhất bảng B khu vực Tây Á                              | 11 lần         | 6 tháng 4 năm 2022  |
| Bahrain           | Nhì bảng B khu vực Tây Á                               | 2 lần          | 6 tháng 4 năm 2022  |
| Ả Rập Xê Út       | Nhì bảng A khu vực Tây Á                               | 1 lần          | 7 tháng 4 năm 2022  |
| Indonesia         | Á quân Giải vô địch bóng đá trong nhà Đông Nam Á 2022  | 10 lần         | 8 tháng 4 năm 2022  |
| Thái Lan          | Vô địch Giải vô địch bóng đá trong nhà Đông Nam Á 2022 | 15 lần         | 8 tháng 4 năm 2022  |
| Oman              | Thắng trận play-off khu vực Tây Á                      | Lần đầu        | 9 tháng 4 năm 2022  |
| Việt Nam          | Hạng ba Giải vô địch bóng đá trong nhà Đông Nam Á 2022 | 5 lần          | 10 tháng 4 năm 2022 |
| Uzbekistan        | Nhất bảng B khu vực Trung và Nam Á                     | 16 lần         | 11 tháng 4 năm 2022 |
| Iran              | Nhất bảng A khu vực Trung và Nam Á                     | 14 lần         | 11 tháng 4 năm 2022 |
| Tajikistan        | Nhì bảng B khu vực Trung và Nam Á                      | 10 lần         | 12 tháng 4 năm 2022 |
| Turkmenistan      | Nhì bảng A khu vực Trung và Nam Á                      | 5 lần          | 12 tháng 4 năm 2022 |
| Nhật Bản          | Hang nhất khu vực Đông Á                               | 15 lần         | 19 tháng 5 năm 2022 |
| Hàn Quốc          | Hạng nhì khu vực Đông Á                                | 13 lần         | 19 tháng 5 năm 2022 |
| Đài Bắc Trung Hoa | Hạng ba khu vực Đông Á                                 | 12 lần         | 19 tháng 5 năm 2022 |